# Liste der Klöster in Brandenburg und Berlin
Die Liste der Klöster in Brandenburg und Berlin enthält bestehende und ehemalige Klöster und Gemeinschaften in den heutigen Bundesländern Brandenburg und Berlin.

## Bestehende Klöster und Kommunitäten

### Buddhistische Klöster
- Wat Buddhavihara, Berlin-Heinersdorf, Theravada, seit 2014, vorher in Berlin-Wittenau
- Buddhistische Klosterschule Ganden Tashi Choeling, Päwesin, seit 2003
- Wat Sanghathan, Schöneiche bei Berlin, Theravada, seit 2010

### Evangelische Kommunitäten und Stifte
Kommunitäten
- Communität Don Camillo, Stadtkloster Segen, Berlin-Prenzlauer Berg

Damenstifte
- Kloster Stift zum Heiligengrabe, seit 1549
- Luise-Henrietten-Stift, Lehnin, seit 1811

### Orthodoxe Klöster
Russisch-orthodox
- Kloster St. Georg, Götschendorf, Uckermark

### Römisch-katholische Klöster und Gemeinschaften
Augustiner
- Kloster an St. Rita in Berlin-Reinickendorf

Benediktinerinnen
- Benediktinerinnen-Abtei St. Gertrud, Alexanderdorf

Chemin Neuf
- Dominikuskloster in Berlin-Lankwitz (seit 2003, vorher Christkönigsschwestern)

Claretiner
- Kloster Marienstern in Mühlberg, Elbe, seit 2000

Dominikaner
- Kloster an St. Paulus in Berlin-Moabit

Dominikanerinnen
- Kloster Dominikus-Krankenhaus, Berlin-Hermsdorf
- Kloster St. Josef, Berlin-Schöneberg

Franziskaner
- Franziskanerkloster Berlin-Pankow, Wollankstr. 19, seit 1921, mit Suppenküche und Betreuung von Bedürftigen
- Franziskanerkloster Berlin-Wilmersdorf, Ludwigkirchplatz 10, seit 1967/86, mit Pfarrseelsorge und HIV-Beratung[1]

Franziskanerinnen vom unbefleckten Herzen Mariens
- Kommunität im St. Elisabeth Seniorenheim, Berlin-Hakenfelde

Herz-Jesu-Priester
- Herz-Jesu-Kloster, Berlin-Prenzlauer Berg[2]

Karmeliter
- Karmelitenkloster St. Teresa in Birkenwerder

Unbeschuhte Karmelitinnen
- Karmel Regina Martyrium, Berlin-Charlottenburg

Marienschwestern von der Unbefleckten Empfängnis
- Kloster Sankt Augustinus, Berlin-Lankwitz

Schwestern der heiligen Maria Magdalena Postel
- Montessori Zentrum der Schwestern der hl. Maria Magdalena Postel, Berlin-Wedding

Salvatorianer
- Salvator-Kolleg in Berlin-Schmargendorf

Steyler Missionare
- Steyler Missionare in Berlin-Westend

Steyler Anbetungsschwestern
- Steyler Anbetungsschwestern in Berlin-Westend

Zisterzienser
- Kloster Maria Friedenshort in Neuzelle, seit 2018

## Ehemalige Klöster vom 19. bis zum 20. Jahrhundert

### Christkönigsschwestern
- Dominikuskloster in Lankwitz (1926–2003, heute Chemin Neuf)

### Ursulinen
- Ursulinenkloster Berlin-Kreuzberg (Lindenstraße) mit Höherer Töchterschule und Internat (1854–1875, ?1931–1939)[3]
- Ursulinenkloster Rudow (1874–1931)

### Sonstige
- Kloster Vom Guten Hirten in Berlin-Marienfelde mit den Schwestern vom Guten Hirten

## Ehemalige Klöster und Stifte bis zum 16. Jahrhundert
Es sind auch Klöster im heutigen Land Brandenburg aufgenommen, die in ihrer Zeit nicht zur Mark Brandenburg gehörten (in der Niederlausitz und dem Erzbistum Magdeburg), sowie Klöster, die in der Zeit ihres Bestehens zur Mark Brandenburg (Neumark) gehörten, heute jedoch nicht mehr.

### Dom- und Kollegiatstifte
- Domkapitel Brandenburg
- Domkapitel Havelberg
- Domkapitel Lebus

- Kollegiatstift Arneburg, Altmark
- Kollegiatstift Beuster, Altmark
- Kollegiatstift (Berlin-)Cölln
- Kollegiatstift Soldin, Neumark
- Kollegiatstift Stendal, Altmark
- Kollegiatstift St. Johannes Tangermünde, Altmark
- Kollegiatstift St. Marien Tangermünde, Altmark

### Augustiner-Eremiten
- Augustinerkloster Friedeberg, Neumark, 1239–1538
- Augustinerkloster Gartz, Uckermark
- Augustinerkloster Herzberg, Niederlausitz
- Augustinerkloster Königsberg, Neumark, 1290–1538
- Augustinerkloster Landsberg (?), Neumark, um 1375
- Augustinerkloster Lippehne, Neumark, um 1250 – nach 1290

### Benediktinerinnen
- Kloster Arendsee,  Altmark
- Kloster Dambeck
- Kloster Guben, Niederlausitz
- Kloster Krevese, Altmark
- Benediktinerinnenkloster Spandau

### Dominikaner
- Dominikanerkloster Brandenburg
- Dominikanerkloster Cölln
- Dominikanerkloster Luckau, Niederlausitz
- Dominikanerkloster Neuruppin
- Dominikanerkloster Nörenberg, Neumark
- Dominikanerkloster Prenzlau
- Dominikanerkloster Seehausen, Altmark
- Dominikanerkloster Soldin, Neumark
- Dominikanerkloster Strausberg
- Dominikanerkloster Tangermünde, Altmark

### Franziskaner
- Franziskanerkloster Angermünde
- Franziskanerkloster Arnswalde, Neumark
- Franziskanerkloster (Graues Kloster) Berlin
- Franziskanerkloster Brandenburg a. d. Havel
- Franziskanerkloster Cottbus
- Franziskanerkloster Frankfurt/Oder
- Franziskanerkloster Gransee
- Franziskanerkloster Jüterbog
- Franziskanerkloster Kyritz
- Franziskanerkloster Sorau, Niederlausitz

### Karmeliter
- Karmeliterkloster Dahme
- Karmeliterkloster Perleberg, Altmark

### Kartäuser
- Kartäuserkloster Frankfurt/Oder
- Kartäuserkloster Schivelbein, Neumark

### Prämonstratenser
- Prämonstratenserstift St. Gotthardt, Brandenburg
- Prämonstratenserstift St. Marien auf dem Harlungerberg, Brandenburg
- Prämonstratenserstift St. Peter und Paul, Brandenburg, Domkapitel
- Prämonstratenser-Domkapitel Havelberg
- Kloster Gramzow, Uckermark
- Prämonstratenserstift Gottesstadt, Oderberg

### Serviten
- Kloster Altlandsberg, Barnim

### Wilhelmiten
- Wilhelmiterkloster Lübben, Niederlausitz

### Zisterzienser
- Kloster Chorin
- Kloster Dobrilugk, Niederlausitz
- Kloster Himmelpfort
- Kloster Himmelstädt, Neumark, 1376–1540
- Kloster Lehnin
- Kloster Marienwalde, Neumark
- Kloster Neuzelle, Niederlausitz
- Kloster Paradies, Neumark
- Kloster Zinna, Erzstift Magdeburg, 1171–1538

### Zisterzienserinnen
- Kloster Boitzenburg
- Kloster Friedland
- Kloster Heiligengrabe
- Zisterzienserinnenkloster Jüterbog
- Kloster Lindow
- Kloster Marienfließ, Stepenitz
- Kloster Marienstern, Mühlberg
- Kloster Marienwerder, Seehausen, Uckermark
- Zisterzienserinnenkloster Ziesar
- Kloster Zehdenick